# Flan (monnaie)
 (mars 2016).
Pour les articles homonymes, voir Flan (homonymie).

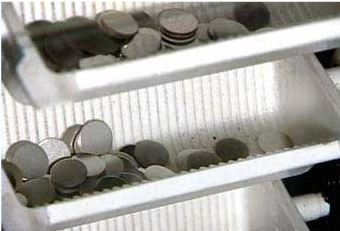
Des flans dans un système d'alimentation, en voie d'être frappés dans une presse.

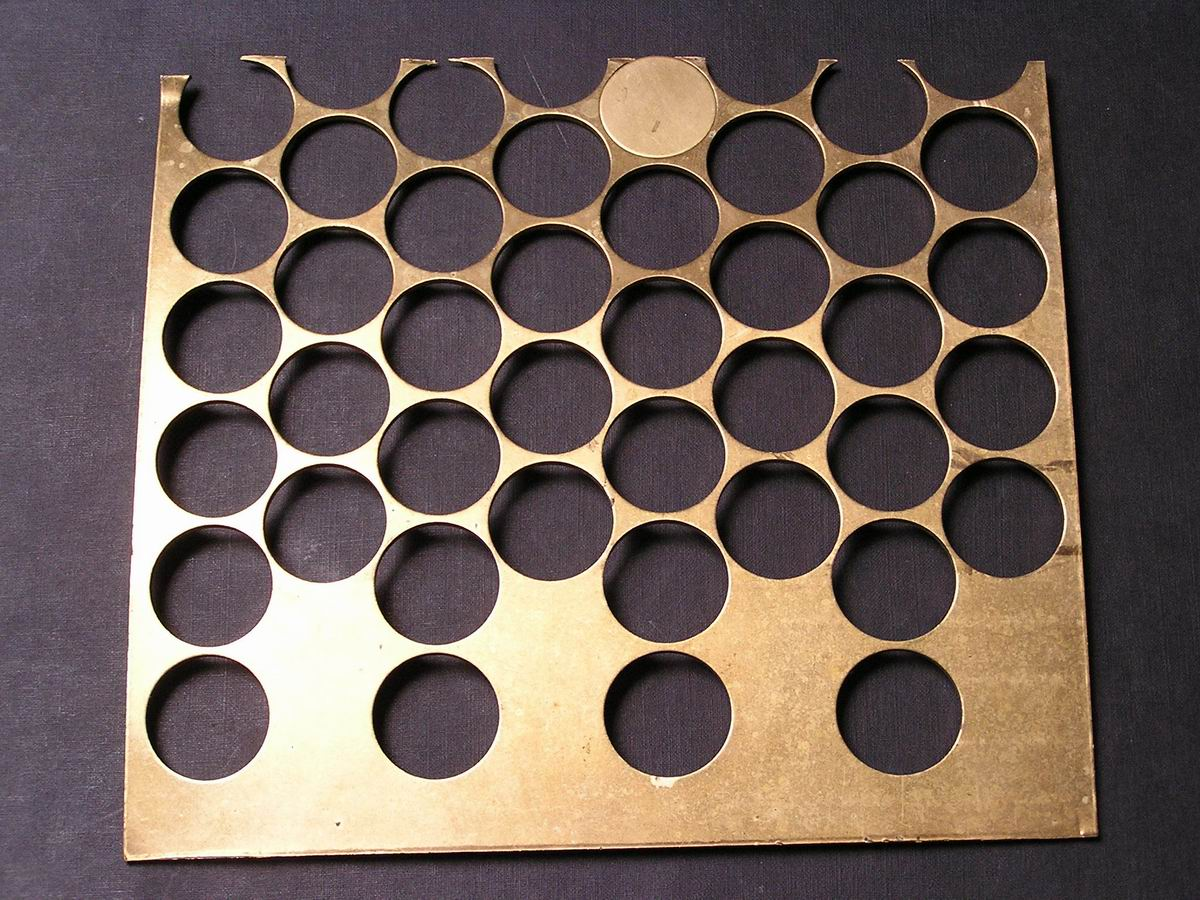
Feuille métallique d'origine.

En numismatique, un flan,,, est un morceau de métal taillé puis pesé avant d'être frappé par un coin monétaire.

## Contrôle du poids des flans avant la frappe
Le poids des flans est défini par un texte législatif, avec une tolérance elle aussi définie. Ainsi, en France, les tolérances de poids des pièces de 20 francs or jusqu'en 1914 était de plus ou moins deux pour mille. 
- Pour un poids théorique de 6,4516 grammes, les flans pesant entre 6,4387 et 6,4645 grammes étaient acceptés à la frappe.
- Les flans en deçà de la tolérance basse étaient refondus.
- Les flans au-delà de la tolérance haute étaient refondus ou limés. Jusqu'en 1830 environ, les flans pouvaient être limés. Pratique repérable par la présence de stries d'ajustage.

En cours de circulation, le poids du flan diminue. La différence entre le poids théorique et le poids réel s'appelle le frai. Outre l'usure de la circulation, le frai était aussi provoqué par les pratiques du rognage.

## Flan bruni
Un flan est dit bruni lorsqu'il a été poli et frappé avec des coins eux-mêmes polis, pour les besoins de présentation aux officiels et aux collectionneurs.

## Flan mat
Un flan est dit mat lorsqu'il a été frappé avec des coins sablés, et dont la monnaie présente un aspect satiné.

## Flan épais et flan mince
Cette terminologie est utilisée pour des variantes plus ou moins épaisses de monnaies modernes pourtant censées être parfaitement calibrées (erreur de contrôle du poids des flans avant la frappe ?).